# Ramessés XI
Ramessés XI foi o décimo e último faraó da XX dinastia egípcia do Império Novo. Governou entre cerca de 1099 e 1070 a.C.
No décimo ano do seu reinado teve que combater uma tentativa de golpe de Estado protagonizada pelo sumo sacerdote de Amon, Amen-hotep, que já na época de Ramessés IX surgira representado no templo de Carnaque com o mesmo tamanho que o faraó (algo que ia contra os padrões da arte egípcia e que aponta para o crescente poder dos sacerdotes de Amon). Ramessés XI garantiu a derrota do sacerdote com o recurso a mercenários líbios e a tropas vindas do sul, lideradas por Panehsi, vice-rei da Núbia. Alguns dos homens que combateram Amen-hotep, como Herihor, adquiram grande importância no Egito. Este último tornou-se o novo sumo-sacerdote de Amon e no décimo nono ano do reinado de Ramessés XI cria uma nova datação, Uhem-mesut ("Repetição do nascimento"), desta forma inserindo uma nova era na idade faraónica. 
Após a morte de Ramessés XI, o seu vizir, Smendes, residente em Pi-Ramessés (Baixo Egito), viria a fundar a XXI dinastia, com capital em Tânis, dando início ao Terceiro Período Intermediário. 
O túmulo de Ramessés foi escavado no Vale dos Reis (KV 4), mas não chegou a ser concluído e pensa-se que nem sequer foi utilizado para sepultar o faraó. Encontrava-se aberto na Antiguidade, possuindo inscrições gregas, romanas e coptas. A múmia deste soberano não foi ainda encontrada.  

## Titulatura
| G39 | N5 · Z1 |

| G39 | N5 · Z1 |

|                                  |    |     |     |             |     |     |    |     |           |
| \| \| \| \| \| \| \| \| \| \| \| |    |     |     |             |     |     |    |     |           |
|                                  |    |     |     |             |     |     |    |     |           |
| N28                              | C2 | R19 | C12 | N36 · r · r | F31 | S38 | R8 | O28 | O34 · O34 |

| N28 | C2 | R19 | C12 | N36 · r · r | F31 | S38 | R8 | O28 | O34 · O34 |

|                                  |    |     |     |             |     |     |    |     |           |
| \| \| \| \| \| \| \| \| \| \| \| |    |     |     |             |     |     |    |     |           |
|                                  |    |     |     |             |     |     |    |     |           |
| N28                              | C2 | R19 | C12 | N36 · r · r | F31 | S38 | R8 | O28 | O34 · O34 |

| N28 | C2 | R19 | C12 | N36 · r · r | F31 | S38 | R8 | O28 | O34 · O34 |

|                                  |    |     |     |             |     |     |    |     |           |
| \| \| \| \| \| \| \| \| \| \| \| |    |     |     |             |     |     |    |     |           |
|                                  |    |     |     |             |     |     |    |     |           |
| N28                              | C2 | R19 | C12 | N36 · r · r | F31 | S38 | R8 | O28 | O34 · O34 |

| N28 | C2 | R19 | C12 | N36 · r · r | F31 | S38 | R8 | O28 | O34 · O34 |

|                                  |    |     |     |             |     |     |    |     |           |
| \| \| \| \| \| \| \| \| \| \| \| |    |     |     |             |     |     |    |     |           |
|                                  |    |     |     |             |     |     |    |     |           |
| N28                              | C2 | R19 | C12 | N36 · r · r | F31 | S38 | R8 | O28 | O34 · O34 |

| N28 | C2 | R19 | C12 | N36 · r · r | F31 | S38 | R8 | O28 | O34 · O34 |

| M23 · X1 | L2 · X1 |

| M23 · X1 | L2 · X1 |

|                   |    |     |     |         |
| \| \| \| \| \| \| |    |     |     |         |
|                   |    |     |     |         |
| N5                | mn | C10 | A40 | U21 · n |

| N5 | mn | C10 | A40 | U21 · n |

|                   |    |     |     |         |
| \| \| \| \| \| \| |    |     |     |         |
|                   |    |     |     |         |
| N5                | mn | C10 | A40 | U21 · n |

| N5 | mn | C10 | A40 | U21 · n |

|                   |    |     |     |         |
| \| \| \| \| \| \| |    |     |     |         |
|                   |    |     |     |         |
| N5                | mn | C10 | A40 | U21 · n |

| N5 | mn | C10 | A40 | U21 · n |

|                   |    |     |     |         |
| \| \| \| \| \| \| |    |     |     |         |
|                   |    |     |     |         |
| N5                | mn | C10 | A40 | U21 · n |

| N5 | mn | C10 | A40 | U21 · n |

| G5 |

| G5 |

| E1 | D43 | C2 | U6 |

| E1 | D43 | C2 | U6 |

| E1 | D43 | C2 | U6 |

| E1 | D43 | C2 | U6 |

| E1 | D43 | C2 | U6 |

| E1 | D43 | C2 | U6 |

| E1 | D43 | C2 | U6 |

| E1 | D43 | C2 | U6 |

1. ↑  Brancaglion, Antônio. Tempo, matéria e permanência: o Egito na Coleção Eva Klabin Rapaport. Rio de Janeiro: Casa da Palavra. p. 63-64